# Mešita Hasana II.
Mešita Hasana II. (arabsky  الحسن الثاني‎) je mešita v marocké Casablance. Je největší mešitou v Maroku a sedmou největší na světě. Má také nejvyšší minaret na světě, vysoký 210 metrů. Byla dokončena v roce 1993 francouzským architektem Michelem Pinseau (1926–1999). Michel Pinseau se v roce 1970 setkal s marockým králem Hasanem II. a v následujících letech pro něj v Maroku vytvořil několik projektů. Z vrcholu minaretu laser ukazuje směrem k Mekce. Mešita stojí na břehu Atlantského oceánu, jehož hladina navzdory mnohým tvrzením není pozorovatelná přes prosklenou podlahu, tento "obraz" zajišťuje za příznivých podmínek otevřená střecha a odraz nebe. Zdi jsou obloženy mramorem a střechu je možno při nepřízni počasí zatahovat. Mešita má kapacitu 25 000 věřících, dalších 80 000 se může účastnit v přilehlých prostorách.

## Geografie
Mešita se nachází na ulici Sidi Mohammed Ben Abdallah v Casablance na ploše 8 ha mezi přístavem a majákem El Hank. Od nejbližší železniční stanice Casa-Port v centru města je vzdálena asi 20 minut chůze. Byla postavena zčásti na souši a částečně nad mořem. Dva vlnolamy o délce 800 metrů chrání mešitu před erozí a vlnami, které zde dosahují výšky až 10 metrů. Mimo mešitu je součástí komplexu i medresa (náboženská škola) na ploše 4 840 m², hamam (lázně), muzeum marocké historie, konferenční sály a velká knihovna. Na nádvoří je 41 fontán a přilehlé zahrady jsou oblíbeným místem pro rodinné pikniky.

## Historie
O stavbě se začalo uvažovat po smrti krále Muhammada V. v roce 1961. Jeho syn a následník král Hasan II. pro něj chtěl vybudovat velkolepé mauzoleum, které by bylo hodno jeho významu v dějinách Maroka. V roce 1980 rozhodl o výstavbě dosud nejambicioznější stavby v zemi. Návrh svěřil francouzskému architektu Michelu Pinseau, který žil v Maroku a pracoval pro pařížskou společnost Bouygues. Práce byly zahájeny 12. července 1986 a ukončeny o sedm let později při příležitosti 60. narozenin krále. Na intenzivní výstavbě pracovalo denně 1 400 pracovníků, během noci pak 1 100. Na výzdobě se podílelo 10 000 umělců a řemeslníků. Přesto se nepodařilo mešitu zpřístupnit podle plánu 23. července na královy 60. narozeniny, ale až 30. srpna 1993, podle islámského kalendáře v předvečer výročí narození proroka Mohameda. Náklady na stavbu se odhadují na 585 milionů eur. Hasan II. chtěl postavit druhou největší mešitu na světě, marocká vláda však na takový projekt neměla peníze. Částečně byla stavba financována veřejnou sbírkou, do které přispělo kolem 12 milionů lidí. Velkou částku darovala také Saúdská Arábie a Kuvajt.
Minaret je do značné míry podobný minaretu mešity Kutubíja z 12. století v Marrákeši.